# Мировая религия
Мирова́я рели́гия — религия, распространившаяся среди народов различных стран и континентов. В отличие от национальных и национально-государственных религий, в которых вероисповедная связь между людьми совпадает с этническими и политическими связями (например, индуизм, конфуцианство, синтоизм, иудаизм), мировые, или наднациональные религии объединяют людей общим вероучением независимо от их этнических, языковых или политических связей. Кроме того, при рассмотрении религии в качестве мировой учитывается её влияние на ход истории и масштабы распространения.
Длительное время этим термином в религиоведении обозначали три религии (приведены в порядке хронологии возникновения):
- буддизм,
- христианство,
- ислам.

Британника в Энциклопедии религий мира сообщает, что изначально с появлением термина в XIX веке к мировым религиям относили только буддизм, христианство и ислам, а затем в их число включались дополнительно конфуцианство (вместе с даосизмом), индуизм, иудаизм и синтоизм. Согласно этому источнику, в настоящее время термин считается устаревшим.
Е. А. Торчинов указывает, что в разных религиоведческих традициях насчитывается разное количество мировых религий. Если в российском религиоведении к ним обычно относят буддизм, христианство и ислам, то в веберианской традиции в число мировых религий включены индуизм (поскольку он является религией огромного культурного региона, а также источником буддизма), конфуцианство (поскольку оно является религией огромного культурного региона) и иудаизм (поскольку он является источником христианства и ислама).

католицизм· православие и · протестантизм· сунниты· шииты· индуизм· тхеравада· махаяна